# Екатерининский дендрологический парк
Екатери́нинский дендрологический парк, относящийся к Екатерининской опытной станции Всероссийского института растениеводства имени Н. И. Вавилова, находится в селе Екатеринино Никифоровского района Тамбовской области, на правом берегу реки Польной Воронеж. Расстояние от Тамбова составляет 69 км, от посёлка Дмитриевка — 17 км. Площадь объекта — 36 га.
Екатерининский дендрарий создан в конце XIX века помещиком А. А. Ушаковым. Так как участок, отведённый для парка был заболочен — пришлось проводить специальные процедуры для осушения местности. В частности, по всей длине будущего дендропарка выкопали канал, ведущий к реке Польной Воронеж. На территории заложили пять аллей — одну с тополями, три с берёзами и ещё одну смешанную, с различными видами деревьев. В общей сложности было высажено более 100 видов деревьев и кустарников представляющих различные природные зоны России.
В 1971 году на базе дендрария была основана Екатерининская опытная станция ВНИИР. Предметами изучения стали картофель, зерновые и зернобобовые культуры, крупяные растения, а также некоторые разновидности многолетних трав. За время существования станции научными сотрудниками были созданы дублетные коллекции таких культур как чечевица, вика, горох. В дендрологическом парке были высажены новые виды деревьев и кустарников, число разновидностей увеличилось до 350.
Хвойные виды растений в Екатерининском дендропарке представлены такими породами как ель обыкновенная, ель Энгельмана, ель колючая, сосна обыкновенная, сосна пятихвойная, сосна Веймутова, лиственница сибирская, пихта европейская, пихта сибирская. Среди прочих деревьев интересны берёза бумажная, туя западная, тополь берлинский, биота восточная, орех маньчжурский. Среди кустарников выделяются венгерская и амурская сирень.
С 1979 года Екатерининский парк является памятником природы регионального значения и охраняется государством.